# Gamer (film)
Gamer er en science fiction thriller film skrevet af  Mark Neveldine og Brian Taylor. Hovederollen spilles af Gerard Butler. Den blev første gang vist den 4. september 2009 i USA. Den kendte amerikanske rapper Ludacris spiller bl.a. Også med i filmen. Filmen indtjente ca. 70.000.000 DKK I den første uge og indtjente ca. 280.000.000 DKK alt i alt på verdensplan.[kilde mangler]